# مایدان، شهرستان سوواوکی
مایدان (به لهستانی: Majdan) یک روستا در منطقه اداری گمینا شپلیشکی واقع در شهرستان سوواوکی استان پودلاسکی در شمال شرقی کشور لهستان و نزدیکی مرز لیتوانی است. این روستا تقریباً در ۶ کیلومتری شمال شپلیشکی، ۲۶ کیلومتری شمال سوواوکی و ۱۳۲ کیلومتری شمال شهر مرکزی استان به نام بیاویستوک قرار دارد.